# Ashtavakra Gita
La Ashtavakra Gita (in sanscrito: अष्टावक्रगीता; IAST: aṣṭāvakragītā) o Canto di Ashtavakra, anche noto come Ashtavakra Samhita, è un testo facente parte delle scritture aderenti ai principi dell'Advaita Vedānta. Esso riporta il dialogo fra il giovane maestro Ashtavakra e Raja Janaka, il re di Mithila.

## Contenuto
La Ashtavakra Gita si sviluppa in 20 capitoli, ognuno di essi corrispondente all'intervento di uno dei due interlocutori. Questo dialogo riporta una tipica conversazione fra due adepti della scuola dell'Advaita Vedānta, mirando ad esaltare i principi del non-dualismo.
Il dialogo inizia con la richiesta di Raja Janaka: "Come può essere raggiunta la Conoscenza, acquisito il distacco e ottenuta la liberazione?" alla quale il maestro Ashtavakra risponde illustrando la differenza fra realtà spirituale e illusione della mente e del mondo. Non esiste una reale separazione fra noi e il mondo: è la mente a crearla; nel momento in cui noi siamo Uno con il Tutto, allora siamo completamente realizzati e felici. Nulla può più turbarci o esaltarci, perché siamo in un perpetuo stato di beatitudine. Quindi Raja Janaka, esultante, dice di aver realizzato la sua vera natura spirituale e ne esalta le virtù.
Il dialogo prosegue alternando gli interventi di Ashtavakra che continua ad illustrare il valore del non-dualismo e di Raja Janaka che ne vede gli effetti nella sua vita.

## Edizioni italiane
- Carlo Giussani (a cura di), Asht'àvakragìtà, Firenze, Fodratti, 1868. Ospitato su Google Libri.
- N. Mai, S. Trippodo (a cura di), Ashtavakra samhita, Astrolabio Ubaldini, 2003,  p. 172, ISBN 978-88-340-1427-1.